# Chaim Topol
Chaim Topol (9. září 1935 Tel Aviv – 8. nebo 9. března 2023 Tel Aviv) byl izraelský herec. Pocházel z rodiny ruských přistěhovalců, sloužil v armádě a pracoval v kibucu Geva, později se přidal k herecké skupině organizace Nachal. Od roku 1960 působil v kočovném souboru Bacal Jarok a v Haifském divadle, o rok později debutoval ve filmu. Ztvárnil hlavního hrdinu ve snímku Ephraima Kishona Sallah Shabati, který byl nominován v roce 1964 na cenu Oscar za nejlepší cizojazyčný film a Topol dostal Zlatý glóbus pro objev roku. Později účinkoval ve válečném dramatu Velký žal a v seriálu Vichry války. Jeho nejznámější rolí je mlékař Tovje v muzikálu Šumař na střeše, kterého hrál v letech 1966 až 2009 ve více než 3500 představeních, včetně v Her Majesty’s Theatre a na Broadwayi. Účinkoval také ve filmové podobě, kterou v roce 1971 natočil Norman Jewison, a získal za ni Zlatý glóbus za nejlepší mužský herecký výkon (komedie / muzikál). Je držitelem ocenění Kinor David, Izraelské ceny za celoživotní dílo a čestného doktorátu Haifské univerzity. Hrál Galilea ve stejnojmenném životopisném filmu, který režíroval Joseph Losey, a Columba v bondovce Jen pro tvé oči. Je také uznávaným dabérem, zpěvákem a výtvarníkem, jeho karikatury významných osobností vyšly v Izraeli na poštovních známkách. Vydal autobiografickou knihu Topol by Topol. Byl iniciátorem dobročinného projektu Jordan River Village, zřizujícího tábory pro handicapované děti židovské i arabské národnosti.